# 446

## Decese
- dată necunoscută: Proclu al Constantinopolului  (n. 390)